# Ilmar Tammelo
Ilmar Tammelo, bis 1935 Ilmar Eichelmann (* 25. Februar 1917 in Narva, Estland; † 7. Februar 1982 in Sydney, Australien), war ein Rechtsphilosoph und Professor für Rechtsphilosophie an der Universität Salzburg. Tammelo zählt zu den Begründern der Rechtslogik und im deutschsprachigen Raum der Rechtsinformatik.

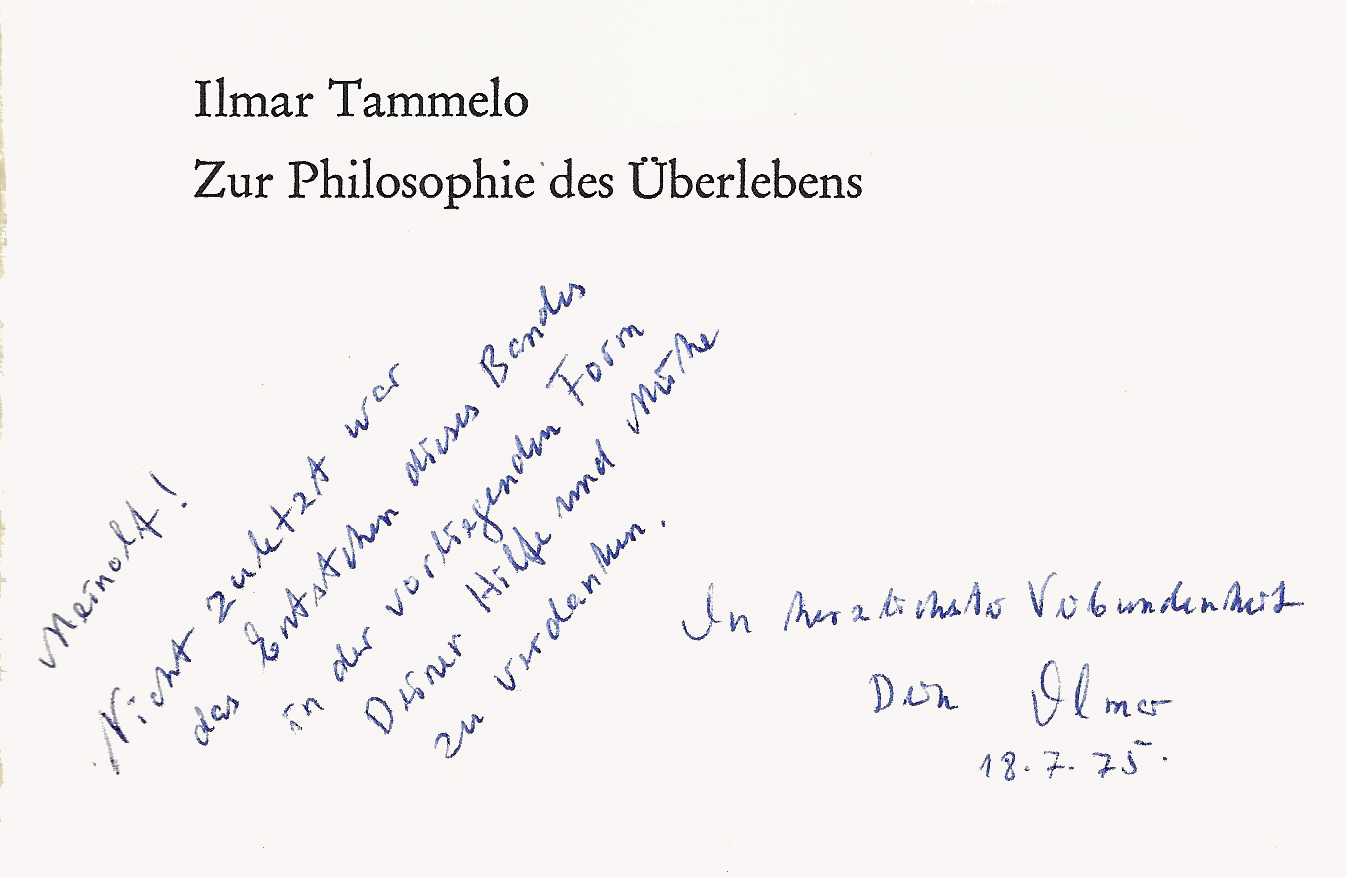
Ilmar Tammelo. Autograph 1975

## Familie
Sein Vater Richard-Friedrich Eichelmann (1884–1919), Lehrer und Bürgermeister von Narva, und aus deutschbaltischer Familie, war Opfer des estnischen Unabhängigkeitskrieges. Die Mutter hieß Johanna geb. Treufeldt (1885–1957). Der Bruder der Mutter, der Industrielle, Politiker, Zeitungsverleger und Anwalt Jan Treufeldt, wurde in den frühen 1940er Jahren nach Sibirien deportiert. 1935 nahm Eichelmann mit seiner Mutter den estnischen Namen Tammelo an.

## Leben
Tammelo besuchte das Realgymnasium Tartu. Er erwarb den Dr. jur. in Dorpat, promovierte in Marburg und habilitierte in Heidelberg bei Gustav Radbruch und Karl Engisch. Nach dem Zweiten Weltkrieg wanderte er nach Australien aus, wo er zuletzt als Forschungsprofessor (Reader) an der Universität Sydney wirkte. Seit April 1973 war er Ordinarius an der Universität Salzburg.
1979 wurde Tammelo zum auswärtigen Mitglied der Finnischen Akademie der Wissenschaften gewählt und erhielt die Ehrendoktorwürde in Politikwissenschaft der Universität Bologna und die Franz Böhm Medaille der Universität Siegen. Die österreichische Regierung ehrte ihn mit dem Ehrenkreuz für Wissenschaft und Kunst I. Klasse.

## Positionen
Tammelo betont, die Eigenschaft „gerecht“ sei nicht in Objekten wie „dem Recht“ vorzufinden, sondern werde den Objekten durch gewisse gefühlsbezogene Akte beigemessen. Gerechtigkeitsurteile könnten darum keine Objektivität beanspruchen.
Tammelo konstatiert eine Reihe tabuisierter „Probleme“, deren „bloße Erwähnung feindselige Haltungen hervorruft“, so der „Totenkult und das Epigonentum“ der „heute herrschenden Ideologien“ gegenüber früheren Denkern, die „die gegenwärtige Situation der Menschheit nicht voraussehen“ konnten, das Tabu der Heiligkeit des Menschenlebens, das Tabu der ethnischen Unversehrtheit und andere.
Rezipiert wurde Tammelo folgerichtig im Rahmen tendenziell aufklärerischer Rechtsphilosophie, die sich gegen politischen Missbrauch von Tabus als Tabuwaffe wendet.

## Werke
Laut Autopsie:
- Zur Philosophie des Überlebens. Gerechtigkeit, Kommunikation und Eunomik (Fermenta philosophica), Verlag Karl Alber, Freiburg i. Br. / München 1975, ISBN 3-495-47315-7
- Theorie der Gerechtigkeit (Kolleg Rechtstheorie Band I,1), Verlag Karl Alber, Freiburg i. Br. / München 1977, ISBN 3-495-47357-2.

Laut Werkverzeichnis:
- Prinzipien und Methoden der Rechtslogik, 1971
- Rechtslogik und materiale Gerechtigkeit, 1971
- Recht als Sinn und Institution, 1984
- Zum Fortschritt von Theorie und Technik in Recht und Ethik, 1981
- Strukturierungen und Entscheidungen im Rechtsdenken: Notation, Terminologie und Datenverarbeitung in der Rechtslogik, 1978

## Sekundärliteratur
- Ilmar Tammelo frühen Werke (1939–1943) = Die Werke von Ilmar Tammelo (1939–1943) / Ed., Vorwort. und bibl:. Peter Järvelaid. – Hamburg: DA Loeber: 1993 (Estonian juristische Recherchen Quellen: 1). – Ilmar Tammelo (1917–1982), S. 11.
- Peter Järvelaid, Ilmar Tammelo (1917–1982): Yuri Sten: ein biographisches Lexikon von der Antike bis zum 20. Jahrhundert. München 1995, S. 606–607.
- Peter Järvelaid, Ilmar Tammelo (1917–1982): Juristen: ein biographisches Lexikon von der Antike bis zum 20. Jahrhundert. München 2001, S. 621–622 (Beck’sche Reihe 1417).
- Peter Järvelaid: Das Frühwerk Ilmar Tammelo: der Weg zum Scientists / übersetzt. Olaf Mertelsmann – Auf dem Weg der Gerechtigkeit zur Idee: Gedenkschrift für Ilmar Tammelo. Wien, 2009, S. 5–21. – Proceedings. Fußnoten (Österreich: Forschung und Wissenschaft – Rechtswissenschaft, 3).
- Peter Järvelaid, Ilmar Tammelo (1917–1982): Wissenschaftler Bildung – estnische Learned Society Jahrbuch 2008. Tartu, 2009, S. 245–246.
- Peter Järvelaid. Ilmar Tammelo: Geschichte der Entwicklung eines Wissenschaftlers, und sein Frühwerk. Academy 2009, Nr. 8, S. 1564–1590 (Proceedings. S. 1585–1590).